# Élections législatives de 1951 dans la Nièvre
Les élections législatives françaises de 1951 se tiennent le 17 juin. Ce sont les deuxièmes élections législatives de la Quatrième République.

## Mode de scrutin
Représentation proportionnelle plurinominale suivant la méthode du plus fort reste dans 103 circonscriptions, conformément à la loi des apparentements : les listes qui se sont « apparentées » avant l'élection remportent tous les sièges de la circonscription si leurs voix ajoutées obtiennent la majorité absolue des suffrages exprimés. Il y a 629 sièges à pourvoir.
Le vote préférentiel est admis. 
Dans le département de la Nièvre, quatre députés sont à élire.

## Candidats

### Liste d'Union républicaine et résistante et antifasciste présentée par le PCF
| N° | Candidats | Candidats         | Parti | Principales fonctions                                                                      |
| -- | --------- | ----------------- | ----- | ------------------------------------------------------------------------------------------ |
| 01 |           | Germaine François | PCF   | Député sortant, employée, conseillère municipale de Nevers                                 |
| 02 |           | Roger Fonvielle   | PCF   | Métallurgiste, secrétaire de la fédération communiste de la Nièvre                         |
| 03 |           | Louis Machecourt  | PCF   | Cultivateur exploitant, maire de Nolay                                                     |
| 04 |           | Pierre Péronnet   | PCF   | Ouvrier menuisier, maire de Saint-Léger-des-Vignes, conseiller général du canton de Decize |

### Liste du Rassemblement du peuple français
| N° | Candidats | Candidats     | Parti | Principales fonctions                                                |
| -- | --------- | ------------- | ----- | -------------------------------------------------------------------- |
| 01 |           | Marius Durbet | RPF   | Pharmacien, conseiller général, maire de Nevers                      |
| 02 |           | Paul Minot    | RPF   | Directeur d'entreprise industrielle, Parigny-les-Vaux                |
| 03 |           | René Mercier  | RPF   | Ouvrier métallurgiste                                                |
| 04 |           | Jean Doussot  | RPF   | Exploitant agricole, adjoint au maire de Moulins-Engilbert, Sénateur |

### Liste d'Union démocratique et républicaine des indépendants - UDSR - PRL - PRRRS - RGR
| N° | Candidats | Candidats           | Parti | Principales fonctions                                                             |
| -- | --------- | ------------------- | ----- | --------------------------------------------------------------------------------- |
| 01 |           | François Mitterrand | UDSR  | Député sortant, Ministre de la France d'Outre-Mer, conseiller municipal de Nevers |
| 02 |           | Louis Coudant       | CNIP  | Exploitant forestier, conseiller général du canton de Fours                       |
| 03 |           | Raoul Botte         | CNIP  | Minotier, conseiller municipal de Cosne                                           |
| 04 |           | Robert Bacquelin    | RGR   | Docteur en médecine, adjoint au maire de Fourchambault                            |

### Liste du Parti socialiste SFIO
| N° | Candidats | Candidats       | Parti | Principales fonctions                                                             |
| -- | --------- | --------------- | ----- | --------------------------------------------------------------------------------- |
| 01 |           | Léon Dagain     | SFIO  | Député sortant, employé des PTT, ancien résistant, conseiller municipal de Nevers |
| 02 |           | Gustave Grillas | SFIO  | Délégué mineur, maire de La Machine                                               |
| 03 |           | Henri Gamard    | SFIO  | Ancien député, instituteur honoraire, Urzy                                        |
| 04 |           | Pierre Lavollée | SFIO  | Agriculteur, conseiller municipal de Saint-Maurice                                |

### Liste de défense des libertés
| N° | Candidats | Candidats              | Parti    | Principales fonctions                  |
| -- | --------- | ---------------------- | -------- | -------------------------------------- |
| 01 |           | Achille Borderieux     | Rad.ind. | Cultivateur, La Marche                 |
| 02 |           | Pierre Maxime Piffault | PRL      | Avocat, Saint-Bonnot                   |
| 03 |           | Françoise Potut        | Radical  | Épouse de Georges Potut, ancien député |
| 04 |           | Georges Max            | SE       | Maitre tailleur                        |

### Liste du Mouvement républicain populaire
| N° | Candidats | Candidats         | Parti | Principales fonctions                                                         |
| -- | --------- | ----------------- | ----- | ----------------------------------------------------------------------------- |
| 01 |           | André Béranger    | MRP   | Député sortant, ouvrier métallurgiste                                         |
| 02 |           | Albert Destombes  | MRP   | Adjoint au maire de Nevers, directeur du centre d'orientation professionnelle |
| 03 |           | Albert Cabarat    | MRP   | Maire de Champlin, agriculteur                                                |
| 04 |           | Marguerite Hélion | MRP   | Assistante sociale, Clamecy                                                   |

## Élus
| Député sortant      | Parti | Parti | Député élu ou réélu | Parti | Parti |
| ------------------- | ----- | ----- | ------------------- | ----- | ----- |
| Germaine François   |       | PCF   | Germaine François   |       | PCF   |
| Léon Dagain         |       | SFIO  | Léon Dagain         |       | SFIO  |
| François Mitterrand |       | UDSR  | François Mitterrand |       | UDSR  |
| André Béranger      |       | MRP   | Marius Durbet       |       | RPF   |

## Résultats

### Résultats à l'échelle du département
- Les listes du RPF et de Déf. lib se sont apparentées.
- Leurs voix cumulées de chaque apparentement représentant moins de 50% des exprimés, les sièges sont répartis à la proportionnelle entre tous les partis.
- Le score de l'apparentement est considéré comme celui d'une liste pour la répartition générale, ensuite la répartition interne des sièges entre apparentées se fait également à la proportionnelle.

| Parti    | Parti      | Tête de liste       | Résultats | Résultats | Sièges |  |
| Parti    | Parti      | Tête de liste       | Voix      | %         |        |  |
| -------- | ---------- | ------------------- | --------- | --------- | ------ |  |
|          | PCF        | Germaine François   | 34 243    | 29,15     | 1      |  |
|          | RPF *      | Marius Durbet       | 26 950    | 22,94     | 1      |  |
|          | UDSR       | François Mitterrand | 20 310    | 17,29     | 1      |  |
|          | SFIO       | Léon Dagain         | 19 465    | 16,57     | 1      |  |
|          | Déf. lib * | Achille Borderieux  | 8 003     | 6,81      | 0      |  |
|          | MRP        | André Béranger      | 7 304     | 6,22      | 0      |  |
|          |            |                     |           |           |        |  |
| Inscrits | Inscrits   | Inscrits            | 152 596   | 100,00    | 4      |  |
| Votants  | Votants    | Votants             | 119 908   | 78,58     |        |  |
| Exprimés | Exprimés   | Exprimés            | 117 465   | 97,96     |        |  |